# فرانسيس وستون
 السير ويستون فرانسيس  (1511 - 17 مايو 1536) نبيل إنجليزي من رجال البلاط الملك هنري الثامن ملك إنجلترا. كان وستون صديقًا للملك، إلا أن نهايته كانت حزينة، فقد اتهم بتهمة الخيانة العظمى والزنا مع الملكة آن بولين، ثم تمت إدانته وحكم عليه بالإعدام بقطع الرأس.